# Белок G
Белок G (англ. protein G) — это белок, связывающий иммуноглобулины, который экспрессируются в стрептококках групп C и G. Белок G имеет сходства с белком A, но отличается специфичностью. Белок G имеет молекулярную массу 58 кДа (в случае белка C40) или 65 кДа (в случае белка G148). Белок G связывается с Fc-регионом антител и поэтому находит широкое применение для очистки иммуноглобулинов. Молекулы белка G также связывают альбумин.

## Другие белки, связывающие иммуноглобулины
Существуют и другие бактериальные белки, связывающие иммуноглобулины, — белок A, белок A/G и белок L. Эти белки используют для очистки, иммобилизации или обнаружения иммуноглобулинов. Эти белки, связывающие антитела, имеют различные профили связывания иммуноглобулинов. Каждый из этих иммуноглобулинсвязывающих белков имеет различный профиль связывания антител с точки зрения части распознанного антитела, а также вида и типа антител, которые оно будет связывать.